# Ichstedt
Ichstedt is een plaats en voormalige gemeente in de Duitse deelstaat Thüringen, en maakt deel uit van de Kyffhäuserkreis.
De gemeente maakte deel uit van Verwaltungsgemeinschaft Mittelzentrum Artern tot deze op 1 januari 2019 werd opgeheven. Ichstedt werd daarop opgenomen in de gemeente Bad Frankenhausen/Kyffhäuser. Zie verder aldaar.
Bad Frankenhausen · Esperstedt · Ichstedt · Ringleben · Seehausen · Udersleben